# Stefan Krygier
Stefan Krygier (ur. 23 sierpnia 1923 w Łodzi, zm. 8 listopada 1997 tamże) – polski malarz, grafik, teoretyk sztuki, architekt oraz nauczyciel akademicki. Jeden z przedstawicieli grupy łódzkich awangardzistów należących do tzw. kręgu Strzemińskiego (m.in. obok Antoniego Starczewskiego, Stanisława Fijałkowskiego i Lecha Kunki), czyli osób skupionych wokół myśli malarza i wykładowcy Władysława Strzemińskiego. Mąż Krystyny Krygier (z domu Burza), architektki i urbanistki. 

## Życie i twórczość
Ukończył Państwową Wyższą Szkołę Sztuk Plastycznych w Łodzi, gdzie studiował w latach 1945–50 pod kierunkiem Stefana Wegnera na Wydziale Malarstwa i Władysława Strzemińskiego na Wydziale Plastyki Przestrzennej. Od 1957 do 1997 roku prowadził zajęcia z kompozycji, grafiki warsztatowej i projektowej na macierzystej uczelni. W roku 1990 otrzymał tytuł profesora. Ponadto w 1963 uzyskał dyplom architekta na Politechnice Warszawskiej, a od 1975 pracował w Instytucie Architektury Politechniki Łódzkiej, gdzie stworzył pracownię rzeźby i kompozycji. W latach czterdziestych należał do Klubu Młodych Artystów i Naukowców w Warszawie, w ramach którego brał udział w wystawach w Salonie „Po prostu”, Zachęcie, Klubie Literatów. W czasie studiów zorganizował klub pod patronatem YMCA w Łodzi, a w 1953 roku współdziałał z grupą „ST-53” w Katowicach (razem z Lechem Kunką).
Już w czasie studiów łódzkich interesował się, poza malarstwem, również teorią sztuki. Z tego względu zacieśnił swoją znajomość ze Strzemińskim, który wywarł znaczący wpływ na twórczość Krygiera. Wspólnie opublikowali pracę teoretyczną Widzenie gotyku w 1947. Współpracowali także w realizacjach, jak sam artysta pisał, „o charakterze wystawienniczym i architektury wnętrz”. Krygier pomagał Strzemińskiemu w najtrudniejszym dla niego okresie, aż do śmierci Strzemińskiego w 1952 roku.
Był jednym z autorów planu osiedla Doły (osiedle im. Włady Bytomskiej) w Łodzi, budowanego w latach 1956–1963 i opartego na wzorcach przedwojennego modernizmu (współautorzy: Krystyna Krygier i Romuald Furmanek). Osiedle, stanowiące część Bałut, wzniesione zostało w większości w technologii tradycyjnej (i częściowo z prefabrykatów), posiada zróżnicowaną architekturę, starannie zaprojektowane tereny zielone, usługi w parterach i kameralną skalę (w projekcie były tylko trzy wysokie punktowce, ostatecznie powstało pięć wieżowców).
Dziedzinami, w których działał Krygier, było malarstwo oraz grafika, działania na pograniczu form przestrzennych i environment. Samodzielnie zrealizował także projekty architektoniczne i urbanistyczne. Jego obrazy z okresu studiów nawiązują do kubizmu i solaryzmu Strzemińskiego, m.in. Okno (1946), Autoportret (1947) czy Pejzaż z Bierutowic (1948). Następnie, w latach 50., widoczna jest w twórczości artysty inspiracja sztuką starożytnego Egiptu oraz starożytnej Grecji. Był także autorem prac taszystowskich. W latach 60. rozpoczął malarstwo materii, rzeźbę w drewnie oraz grafikę. Twórczością zapoczątkowaną pod koniec lat 70. artysta najmocniej wpisał się w historię polskiego malarstwa. To wówczas zaczęły powstawać obrazy olejne, oszczędne w treści i nawiązujące do konstruktywizmu. W latach 80. i 90. artysta poświęcił się malarstwu symultanicznemu. Obok obrazów czysto geometrycznych w formie, artysta malował obrazy nawiązujące do ikonografii i kultury europejskiej, m.in. Judyta z głową Holofernesa, Porwanie Europy, Przed katedrą.
Artysta w 1972 został odznaczony Srebrnym Krzyżem Zasługi, a w 1973 oraz Nagrodą Ministra Kultury i Sztuki II stopnia.